# Brian Littrell
Brian Thomas Littrell, (Brian Littrell), est un chanteur américain né le 20 février 1975 à Lexington, au Kentucky. Il est l'un des membres initiaux du groupe Backstreet Boys avec Alexander James Mclean, Howie Dorough, Nickolas Gene Carter et Kevin Richardson.
Il est marié à Leighanne Wallace, qu'il a rencontrée pendant le tournage du clip "As Long As You Love Me", et ont un fils prénommé Baylee. Il est chrétien, comme en témoigne son album solo Welcome Home uniquement composé de chansons chrétiennes.

## Biographie
Brian Thomas Littrell naît le 20 février 1975 à Lexington dans l'État du Kentucky aux États-Unis. Il est élevé dans la foi chrétienne et commence à chanter à l’Église baptiste Porter Memorial .
À la suite du désistement d’un chanteur en 1992 à cause de fruits non récoltés et malgré des heures d’entraînement de chant et de danse, la formation des Backstreet Boys (alors composé de AJ Mclean, Nick Carter, Howie Dorough et Kevin Richardson) n’était vraiment pas gagnée d’avance. Jusqu’au moment où Kevin Richardson propose d’appeler son jeune cousin, qui chante dans la chorale de son église, et participe à des spectacles dans son lycée (il joua Roger dans une représentation de "Grease"). Kevin contacte son cousin, celui-ci entend son nom dans le haut-parleur de l'école, et craint d'abord d’apprendre une mauvaise nouvelle.
Il ne savait pas à ce moment-là que sa vie allait radicalement changer. Il passe alors son audition par téléphone. Malgré la réticence de ses parents (il n’a alors que 18 ans), ceux-ci encouragent leur fils à tenter sa chance et à vivre son rêve. Même si son premier objectif était de devenir basketteur professionnel au sein de l’équipe du Kentucky comme son idole de toujours : Mickael Jordan.
Il débarque à Orlando en Floride et rencontre alors ses 3 autres acolytes, ainsi que Kevin, son propre cousin. Brian dévoile une voix magnifique, pure et facilement identifiable (il peut couvrir "3 octaves"), il devient alors la voix prédominante dans les chansons des Backstreet Boys.
Il se rapproche rapidement de Nick Carter alors seulement âgé de 13 ans, devenant inséparables et partageant la même personnalité exubérante, drôle et le même enthousiasme. Leurs fans les surnommeront Frick (Brian) et Frack (Nick), pour leur relation quasi fusionnelle.
Durant leur tournée des lycées et autres établissements (comme des animaleries) où ils se produisent dans tous les Etats-Unis, Brian devient à seulement 18 ans le tuteur légal de Nick, quand son père est absent. La majorité étant de 21 ans aux Etats-Unis, Brian était majeur dans le Kentucky, mais ne l’était pas dans certains états qu’ils ont traversé à cette époque. C’était alors une grosse responsabilité pour Brian, qui était lui-même un gamin.
Nick Carter dira plus tard que le groupe l’ont plus élevé que sa propre famille où il était l’aîné, et déjà responsable de subvenir aux besoins de sa famille dysfonctionnelle. Nick, étant le plus jeune du groupe, a alors trouvé une nouvelle famille, où les autres le protégeaient et le considéraient comme leur petit frère (Little Nick), une échappatoire salvatrice où chaque membre du groupe, en particulier Brian, a joué un rôle primordial. Faire partie de ce groupe avec des personnes aux familles aimantes et équilibrées a probablement sauvé la vie de Nick Carter, ce qu’Aaron Carter n’a malheureusement pas eu (décédé le 5 Novembre 2022).
Brian Littrell décrit le groupe comme une maison, construite au fil des ans dans la joie, les épreuves et même les conflits. Une fondation qui deviendra solide et indestructible après plus de 30 ans de carrière. Brian a joué un rôle essentiel dans la cohésion de ce groupe. On peut le considérer comme le ciment de ce château que représente les Backstreet Boys : lors d’une représentation dans un lycée où le public est hostile, la musique s’arrête, laissant les 5 garçons désarçonnés sous les huées des étudiants. C’est alors que Brian demande au public de se taire, et convainc les autres de faire ce qu’ils font le mieux, chanter a capella. Et ce fut un succès, clouant le bec aux garçons, et charmant les filles au passage.
C’est également Brian qui sera le premier à porter plainte en 1997 contre Lou Pearlmann, producteur du groupe qui leur volait leur argent, malgré leur succès déjà colossal, prenant le risque d’être renvoyé du groupe. Les 4 autres membres des Backstreet Boys finiront par le suivre pour enfin récolter le fruit de leur travail acharné. (Les NSYNC étaient victimes de ce producteur et ont porté plainte en 1999 pour faire également valoir leurs droits).
Il écrit 3 chansons de l’album Millenium "The One", "The Perfect Fan" et "Larger than life" qui sont de grands succès (Larger than life, qui est un hommage à leurs fans à travers le monde, sera le titre de leur résidence à Las Vegas, et c’est également la chanson qui clôture leur dernière tournée mondiale DNA.
En 2006, c’est une onde de choc quand Kevin annonce son départ du groupe, souhaitant vivre une vie normale, profiter de sa famille et tenter sa chance à Broadway. C’est encore Brian Littrell qui convaincra les autres de continuer l’aventure, de rester soudés et de ne pas laisser le bateau couler. Ils enregistrent alors 2 nouveaux albums (Unbreakable et This is us, titres évocateurs de leur détermination à continuer de vivre leur rêve ensemble).
Le groupe refusera toutes les propositions des producteurs de faire une télé-réalité afin de remplacer Kevin. Malgré la somme probablement colossale offerte, le groupe fait bloc et refuse le recrutement d’un 5e membre. Brian avait un argument de taille : Kevin est son cousin et c’est grâce à lui qu’il était entré dans ce groupe, il était alors hors de question d’accepter ces propositions, quel qu’en soit le prix. Et Kevin Richardson était de toute façon irremplaçable.
Brian est aussi considéré comme le clown du groupe, qui redonne le sourire, remonte le moral ou fait rire les fans, qui allège les situations difficiles, ou apaise les tensions. La fameuse querelle entre Brian et Nick, dans leur documentaire Show’em what you made of, est alors très difficile à regarder mais on note que Brian apaise vite la situation en ne haussant pas la voix ainsi que Kevin (le papa du groupe). Ce qui est assez logique quand on sait qu’ils ont tous les deux été élevés ensemble dans la même famille.
Sa pondération montre alors le vrai caractère de Brian, un homme fort, très brillant et responsable, qui laisse de côté la rancœur, afin de pardonner et de tourner la page pour le bien-être des autres, notamment de ses frères de cœur.

## Carrière

### Backstreet Boys
En 1993, lui, Nick Carter, Kevin Richardson, Howie Dorough et Alexander James 'A.J.' McLean forment les Backstreet Boys. Ils sortent un premier album en 1996 mais qui ne marche pas aux États-Unis. Cependant, le groupe est un réel phénomène au Canada, surtout au Québec, qui sont considérés comme leurs "premiers fans". Le succès frappe ensuite l'Europe, pour ensuite arriver aux États-Unis. Le groupe devient alors très populaire partout à travers le monde. Ils enchaînent les albums numéro 1 presque dans tous les palmarès, les tournées, entrevues et font la une des magazines pour adolescents. Il se marie avec Leighanne Wallace, sa petite-amie de longue date  le 2 septembre 2000. Après la fin de la tournée Black & Blue Tour en 2001, les Backstreet Boys annoncent une pause d'une durée indéterminée.

### Carrière solo
Après l'annonce de la pause des Backstreet Boys, il se retire de la scène musicale. Lui et son épouse ont un premier enfant Baylee Thomas Wylee, en 2002. Il consacre les trois années suivantes à s'occuper de son fils et de sa famille.
En 2004, il annonce l'enregistrement d'un premier album solo. Welcome Home sort le 2 mai 2005 dans le monde. C'est un album uniquement gospel composé de chansons chrétiennes. L'album connaît un mince succès dans le Billboard Hot 100 où il n'atteint que la 74e place du classement.

### 2005 - aujourd'hui: Reformation des Backstreet Boys
Les Backstreet Boys reviennent à la musique en 2005 avec un nouvel album, Never Gone. Il reçoit des critiques mitigées mais le groupe part tout de même en tournée qui rencontre plus de succès que l'album. Elle visitera de nombreuses villes aux États-Unis, plus qu'ailleurs dans le monde. À la fin de la tournée, Kevin Richardson confirme son départ du groupe. Les Backstreet Boys, à quatre, lancent leur premier album sans Kevin, Unbreakable. Il s'ensuit l'album This Is Us, sorti en 2009. En 2012, Kevin annonce son retour dans le groupe et présente en 2013 un nouvel album, In A World Like This. Ils sortiront en 2019 l'album DNA.

## Vie privée

### Santé
Le surnom de Brian Littrell depuis la formation du groupe en 1993 est B-Rok, évoquant sa passion de la musique (il est également appelé le juke-box, car Brian s’exprime souvent en chantant, démontrant sa culture musicale).
A l’âge de 5 ans, Brian a un accident de vélo sans gravité. Mais s’étant cogné la tête, sa mère, inquiète, décide de l’amener aux urgences afin de se rassurer sur l’état de santé de son fils. C’est alors que les médecins découvrent que le petit Brian souffre d’une maladie cardiaque congénitale. C’est à l’hôpital qu’il développe alors une infection bactérienne, qui met sa vie en danger. Les médecins, pessimistes, annoncent alors à ses parents qu’il ne lui reste que quelques semaines à vivre et qu’ils doivent préparer ses funérailles. Sa mère étant très croyante, prie tous les jours. A l’annonce de l’agonie de son fils, elle se résout à accepter sa mort, demandant à Dieu de prendre soin de lui. C’est à la suite de cela que Brian guérit miraculeusement, face à la stupeur des médecins. Il rentre alors chez lui, découvrant un vélo neuf sur le perron de sa maison, le meilleur souvenir de cet épisode traumatisant. Car, c’est la force de Brian Littrell, son abnégation, sa gentillesse et sa philosophie de vie : choisir la lumière plutôt que l’obscurité, l’optimisme plutôt que la mélancolie, le rire à la place de la tristesse. Et c’est cette force qui lui permettra de surmonter les autres épreuves qu’il affrontera plus tard.
Au somment de la gloire, en plein cœur d’un véritable succès mondial, Brian Littrell ressent une immense fatigue et une hypersomnie anormale, alors que c’est un garçon plein d’énergie. Les médecins découvriront alors que sa maladie cardiaque et le rythme effréné auquel son corps est soumis chaque jour, a entraîné un trou dans son cœur et une augmentation inquiétante de sa taille. Une chirurgie cardiaque est alors indispensable pour lui sauver la vie. Brian est de nouveau confronté à cette peur terrible de mourir. Il fait alors face à l’amère réalité de l’industrie musicale, les producteurs refusent d’annuler des dates de tournée ou des déplacements professionnels, pour permettre à Brian de subir son opération. A l’âge de 23 ans, Brian se retrouve démuni, à devoir choisir entre continuer à vivre son rêve ou à risquer sa vie. Face à l’insistance écœurante des producteurs (ce n’est pas une appendicite qu’il doit subir), Brian repoussera 2 fois sa chirurgie, mettant alors sa vie en danger. Le 8 mai 1998, Brian subira une opération à cœur ouvert qui durera 2 heures au lieu de 45 minutes, car les chirurgiens découvrent alors un 2e trou dans son cœur. Il était donc grand temps que la chirurgie se fasse. Brian révélera qu’il avait 22% de chance de ne pas se réveiller, et qu’il était terrorisé à cette idée, qu’il s’agissait du moment le plus éprouvant de toute sa vie, réalisant alors la fragilité de celle-ci. Il fonda la Brian Littrell's "Healthy Heart Club", fondation à but non-lucratif venant en aide aux enfants touchés par des problèmes cardiaques.
Brian Littrell rejoint alors le reste du groupe à la suite de seulement 8 semaines de repos, reprenant les interviews, les tournées… se sentant déconnecté de la réalité et du reste du groupe. Durant les concerts, lors des changements de tenues, des bouteilles d’oxygène sont disponibles afin qu’il reprenne son souffle, pour retourner ensuite danser et chanter comme si de rien était, donnant toujours le meilleur de lui-même et donnant au public toute son âme, les regardant dans les yeux, leur insufflant de la joie, même dans les moments difficiles.
Il racontera plus tard sa peur face à l’hystérie de certaines fans, l’une d’elles l’ayant enlacé un peu trop fortement dans ses bras, le laissant pétrifié à l’idée que sa cicatrice ne se rouvre.
Il révélera plus tard avoir été très complexé par cette cicatrice qui lézardait son torse, témoin de son traumatisme. C’est d’ailleurs le seul membre d’un Boys Band de cette époque a porté des pulls et des cols roulés, alors que chacun exposait son torse imberbe et musclé. Il se révélera, dans tous les sens du terme, dans le clip de la chanson "Show’em what you’re made of", où il apparaît pour la première fois torse nu, dévoilant sa cicatrice, mais gardant son t-shirt dans sa main, comme s’il s’agissait d’une protection ou d’une décision de dernière minute, pour corréler avec les magnifiques paroles de cette chanson, prônant la fierté et le courage de se montrer tel que l’on est vraiment.
Brian traverse de nouveau des épreuves par rapport à sa santé (grippe H1N1 en 2009) mais également son fils Baylee Littrell qui a également une maladie cardiaque, le Kawasaki Syndrome. Comme il le dit lui-même, « tout l’argent du monde ne peut vous procurer ni la santé, ni le bonheur ».
Brian est également un sportif accompli et touche-à-tout : basket-ball, baseball, tennis, golf, skateboard, football (il ne dit pas soccer), musculation. Cette pratique du sport peut également expliquer son état d’esprit de champion et de battant.
En 2015, les Backstreet Boys fêtent leurs 20 ans de carrière en sortant un émouvant documentaire sur leur parcours artistiques et personnels. On y apprend malheureusement que Brian souffre de dysphonie (trouble de la voix qui affecte son intensité, son timbre et sa hauteur) et de dystonie (contractions musculaires involontaires). Brian n’en parle pas directement aux autres membres du groupe, car c’est un nouveau traumatisme pour lui : « sa voix, c’est sa vie ». Il ne peut alors plus parler et ne peut plus émettre un seul son, alors s’il ne peut pas parler, comment peut-il chanter ?
Beaucoup de chanteurs traversent ce genre d’épreuves en perdant leur voix, comme  ShaniaTwain ou Céline Dion qui a confié dans une interview récente qu’elle ressent une impression d’étranglement quand elle chante (maladie rare le syndrome de la personne raide. Quelle terrible épreuve pour un vocaliste.  
Mais Brian se bat pour continuer à chanter, faisant des thérapies éprouvantes, enchaînant les exercices de vocalises, malgré la douleur qu’une telle pathologie peut causer. Sa voix parlée se modifie alors, mais il arrive à parler, sa voix chantée est plus cassée mais il récupère, les notes basses qui sont les plus compliquées dans ce type de trouble.

## Filmographie

### Télévision

#### Séries télévisées
- 2021 : Dynastie (série télévisée, 2017) : lui-même (Saison 4 de Dynastie (2017), épisode 4)

## Discographie
| Année | Nom                             | Classement | Classement   |
| Année | Nom                             | US         | Christian US |
| ----- | ------------------------------- | ---------- | ------------ |
| 2005  | Welcome Home - 1er album studio | 74         | 3            |